# Ochsenburg (zámek)
Zámek Ochsenburg je zámek v rakouské spolkové zemi Dolní Rakousy. Leží na skalním výstupku asi 30 metrů vysokém, u břehu řeky Traisen v jižní části statutárního města St. Pölten, Ochsenburgu.

## Historie
Středověký hrad "pánů z Ochsenburgu" byl v průběhu 16. století přestavěn na zámek v renesančním slohu. Barokní jižní křídlo pravděpodobně postavil Jakob Prandtauer (1660–1726) teprve kolem roku 1898. V 18. století byla zřízena zámecká kaple svatého Mikuláše, při které byl rozhodujícím účastníkem Martin Johann Schmidt (1718–1801).
Zámek byl v letech 1383 až 1530 ve vlastnictví kláštera kanovníků St. Pölten. V roce 1699 za probošta Christopha Müllera byl klášter koupen. V průběhu Josefínských reforem byl roku 1784 klášter St. Pölten zrušen a budovu zámku získal dolnorakouský náboženský fond. Roku 1785 získala uživatelské právo nově založená diecéze St. Pölten.
Ve druhé světové válce byl zámek využit jako vojenská nemocnice a nakonec zpustl. Po obnově zámek sloužil jako letní sídlo St. pöltnerských biskupů. V roce 2010 je známo, že diecéze St. Pölten nabízela zámek k prodeji za tři miliony Euro.
Zámek a statek ležící ve východním sousedství je pod památkovou ochranou.